# Кућа трговца Црвенчанина
Кућа трговца Црвенчанина се налази у Београду, на територији градске општине Стари град. Подигнута је 1887. године и представља непокретно културно добро као споменик културе.
Кућа је подигнута по пројекту архитекте Јована Илкића, са подрумом, приземљем, два спрата који су надвишени атиком и мансардним кровом са сегментним куполама. Кровни венац држе јонски полустубови који се протежу дуж оба спрата. По својој концепцији просторног решења, где се први пут у архитектури Београда појављује мезанин изнад приземља, кућа трговца Црвенчанина представља необичан пример архитектонског решења свог времена. Налази се у једној од најстаријих трговачких улица Београда, што је условило да приземље и мезанин буду намењени трговини, а спратови становању.
Објекат је истакнути представник академског стила 19. века и једно од значајних остварења познатог београдског архитекте Јована Илкића.